# تپه یاماژ
تپه یاماژ مربوط به دوره اشکانیان - دوره ساسانیان است و در شهرستان گرمی، بخش انگوت، دهستان پائین برزند، روستای حاج احمد کندی واقع شده و این اثر در تاریخ ۱۵ دی ۱۳۸۷ با شمارهٔ ثبت ۲۳۹۸۵ به‌عنوان یکی از آثار ملی ایران به ثبت رسیده است.